# 埡口 (南橫公路)
埡口，又稱關山埡口、大關山埡口、南橫埡口（埡，兩山間狹小之處，偶見有誤寫為啞口），是台灣南部南橫公路穿越中央山脈主脊的山口，位置在向陽山和關山之間，海拔2919.2公尺的最低鞍部，南橫在鞍部下方約200公尺處以大關山隧道於台20線141.4—142公里處鑿穿中央山脈主脊，隧道公路標高東口2727.3公尺、西口2723.5公尺:0，成為台灣海拔最高的隧道，也是全線最高點，且橫跨於玉山國家公園南部園區邊界。埡口南北走勢的山脊為台灣東、西分水嶺：以西屬高雄市桃源區梅山里，水系屬拉庫音溪—荖濃溪（高屏溪流域注入台灣海峽），大關山隧道西口在此；以東屬台東縣海端鄉利稻村，水系屬哈里博松溪—新武呂溪（卑南溪流域注入太平洋），隧道東口在此。埡口東西兩側的景觀差異甚大，是其成為景點的主因。

## 名稱
「埡口」此名為多數文獻（含學術單位、政府機關之網站記載）所採用，其中在學術方面，各文獻報告為與其他埡口茲區別，亦有「關山埡口」、「大關山埡口」、「南橫埡口」等不同用名，本文為表統一用名，乃採多數者稱之。偶見寫為「啞口」者為誤植。公路總局發布的台20線里程表，將此地稱為「大關山埡口」（有誤寫為「大關山啞口」），得名自山頂位在此地西南側約兩公里處的「大關山」。歷年官方地圖中，1980—1983年《一萬分一像片基本圖》標示此地「埡口」，穿越的隧道標示「關山隧道」；1988年中比例《台灣地區地形圖》將此地標示為「關山埡口」；1985—1996年的各版《經建版地形圖》將穿越的隧道標示為「關山埡口隧道」、「埡口」標示在東側；1999年以後隧道標示為「大關山隧道」。:0也有資料稱為「南橫埡口」。埡口的範圍，在本文撰述是以台20線約141公里左右，向東至144公里左右，涵蓋大關山隧道至向陽大斷崖。

## 歷史
日治時期，為了壓制布農族的抗日行動，1926—1931年日本人從關山至六龜之間建造一條關山越嶺道，在此立起州廳界碑，以表示該界為高雄州與台東廳交界所在，並設有見張所，依《東台灣展望》記載，此處便是今稱「埡口」，海拔約2920公尺。如今，州廳界碑、見張所已無跡可尋。沿著關山越嶺道往東方而行，則有關山、溪頭兩處駐在所，前者位置是關山嶺山東麓，後者位置是埡口派出所今址。據玉山國家公園調查，從埡口派出所至大關山隧道這一段關山越嶺道，寬約1.5—2公尺間，除了是登山人士做為山徑步行之用，仍可見得其路跡，其餘路段有的是埋沒在草叢，或者是被崩坍給流失。
中華民國政府遷台之後，相繼完成中橫公路與北橫公路，於1968年南橫公路自北寮開工，遇中央山脈阻隔，建造大關山隧道貫穿地層通過，連接起南橫公路東、西兩段，1972年完工通車後，大關山隧道成為全線最高點，且是今存海拔最高的隧道。當時仍受山地管制，前來埡口登山旅遊或運輸交易，得申請登記進行審查檢驗，直到1993年解除管制後幾年內，旅客人數暴增，導致大關山隧道湧現的車潮造成塞車。通車後，位於大關山隧道東口續往東行近2公里處，溪頭駐在所原址、埡口派出所今址、近旁海拔2568公尺的工寮，原本是提供給興建南橫公路的工人使用，被救國團擴建成現在的「埡口山莊」。1978年至1986年間是救國團展開南橫健行活動盛行之時，埡口山莊提供健行隊住宿過夜。
2009年，受莫拉克颱風襲擊下，南橫公路沿線多處毀損，其中在埡口路段，大關山隧道東口與停車場皆遭受土石掩埋，在埡口山莊和大關山隧道之間的道路有長達300公尺崩坍地，影響甚鉅。因此，同樣連帶影響埡口山莊，下方地基的岩層流失，而且崩壁是直瀉而下的溪谷，山莊前營火廣場有地滑龜裂的現象，此地點經勘察被認為有危險堪虞，林務局決定收回埡口山莊，停租給救國團。2014年2月，臺東林管處對外表示，於3月開始不對外開放使用埡口山莊，並保留原有建物，僅提供緊急救難之用。

## 地理

### 位置
埡口位於中央山脈南段主脊，向陽山與關山間的最低鞍部，南橫大關山隧道上方，海拔約2920公尺（2018年國土測繪中心圖資標示為2919.2公尺）。南橫公路以開鑿隧道的方式穿越中央山脈，隧道在埡口下方約200公尺處，鑿穿主脊東西分水嶺，1972年通車後，於東西兩端隧道口，台東端與高雄端，皆各設有地名標示，過去曾有錯標為「啞口」，1991年改正為「埡口」，歷年來所標示的標高有2714、2731、2722公尺等:0（2018年國土測繪中心圖資標示，隧道東口標高2727.3公尺、西口2723.5公尺:0）。從大關山隧道東口攀登關山嶺山的登山步道，里程牌0.5K處即為山脊最低處的埡口。官方地圖在1980—1983年《一萬分一像片基本圖》的東西圖幅分界正好穿越此地，於是在圖幅東西兩側分別皆各標示「埡口」:0；隨後1985—1996年的各版《經建版地形圖》保留標示在東側的「埡口」、然原本1980—1983年《一萬分一像片基本圖》在圖幅分界西側所標示的「埡口」卻消失。

### 氣候
埡口的高山氣候是南橫公路上著名的景觀，其呈現氣候風貌以大關山隧道區分。天候變化時，在不同的季節常見「東山飄雨西山晴」；或是西側風雨迷霧連綿，往東過了隧道竟是暖陽和煦、雲湧霞披的美景。秋冬季節，位於台東縣境內的大關山隧道東口，由於受到東北季風挾帶水氣，循著廣大的新武呂溪河谷漫進，在氣流的抬升與地形阻隔下，在氣流強盛時，南橫東段朔風凜洌，淒風苦雨，而隧道往西進入到高雄市境內，則因氣流受到中央山脈主脊橫阻，風勢微弱，仍可見落日餘暈、雲彩飛揚的美景；在氣流減弱時，隧道東口常於午後4時，其高度約海拔2500公尺左右形成漫谷連天的浩渺雲海，成為埡口最壯觀美麗的景致，在清晨或午後，由於大關山隧道上方的地形是呈現一處風口，氣流的抬升會將雲沿著地形往風口推擠，造就出山嵐與雲瀑景觀。夏季時節，濕暖的西南氣流會由西沿荖濃溪通谷往東進入，隨即受阻於中央山脈與玉山山塊的高嶺，而蓄積在南橫西段梅山往埡口間的路段，形成山嵐繚繞，雲霧迷漫，或是細雨霏霏的天氣；往東通過大關山隧道後，則因為山脊阻擋濕氣，東側仍是晴朗開闊。
關於埡口在氣候方面的各項統計，現今並無完整的資料。另外，雖然埡口是處風口地帶，強風盛行，對於風速、風向等仍無資料。氣溫與雨量是依《臺東縣史》記載，埡口是歸類於山地夏涼氣候，1月為最冷月，月均溫低於8℃，7月為最暖，月均溫不高於18℃，與平地溫差超過10℃以上，年雨量逾3500公釐。

### 景觀
埡口的地形是屬中央山脈的主脊，對台灣地理而言，不僅分隔台灣島東、西兩半部，也分隔荖濃溪、新武呂溪兩水系而成分水嶺，故於東於西，兩地呈現景觀大不同。南橫公路由東往西接近埡口前，受到哈里博松溪的地形阻隔，公路是沿山壁以U字形環繞溪谷，並以雲海橋、雲峰橋跨越哈里博松溪，在橋上向北可見雲海瀑布與向陽瀑布，源流是自斷崖一瀉而下，這處斷崖位在向陽山西南方，其名為向陽大斷崖，現崩壁已往下崩落至埡口山莊下方，往橋另一端望去則是哈里博松溪所呈現深谷地貌，在埡口山莊可見斷崖、瀑布、深谷三景。
在穿越埡口的大關山隧道，東口腹地較西口寬廣，此處設有停車場，是南橫公路的埡口景點所在，也是進入關山嶺山的登山口，與另一端的西口皆可攀登而上至關山越嶺道。沿著南橫公路來到大關山隧道，隧道長615公尺，淨寬5.6公尺，原本隧道內壁並無施作襯砌，故可見遺留當時開鑿的痕跡以及從岩壁滲出水來的景象，加上隧道並非呈直線方式貫通，致使光線無法直射至隧道內部，在冬季會凝結成冰柱，而夏季則是溼寒的低溫，隧道內並無安裝燈光，長久以來一直又冷又濕又暗、還常滴水。南橫崩毀後的修復工程將隧道內部改善，安裝燈光，原本內壁的石壁原貌加上了襯砌及不鏽鋼板，將水滴引導至兩側排水溝，隧道內又濕又暗的「大關山滴水傳說」不再發生。由於隧道並非呈直線，行車時無法於隧道口望見對向來車，隧道內路幅又狹窄只容單線道無法會車，所以在東西兩端隧道口，都設置有紅綠燈號誌指示，在2023年以前是全台灣海拔最高的紅綠燈。由東向西出了大關山隧道西口，抵達高雄市境內，同時進入了玉山國家公園，此處地形受山壁圍繞，視野僅有拉庫音溪的支流溪谷較為開闊，繼續沿南橫公路往西而行，封閉的景觀逐漸開闊，可遠眺對岸的長青祠與庫哈諾辛山。

### 地質
埡口的地質是屬畢祿山層，但在大關山隧道的兩端，依位態與岩性就有明顯差異，故以大關山隧道可分出其地質。在距離隧道西口約100公尺處之以西地帶，即埡口位於高雄市境內，該區地質是屬變質砂岩，偶夾板岩或硬頁岩之互層，向西至大關山斷層皆屬，在隧道西口上方就是此地層的露頭，這是受變質作用下形成，其構造呈現變質之時形成的層面與垂直交錯狀發育，節理發達，岩體硬度甚高；朝向隧道東口方向，地質逐漸取而代之是硬頁岩與板岩，因此在關山嶺山稜線上，可見危崖處是破碎的硬頁岩與板岩。出了隧道東口，即埡口位於台東縣境內，則由劈理發達的板岩與千枚岩構成，其中千枚岩在向陽大斷崖多為千枚岩，其間夾有方解石脈、石英脈，並有少量的綠色岩，因千枚岩是屬變質岩，變質程度介於板岩與雲母片岩，因此受日光照射下，向陽大斷崖反射出銀灰色的光芒。北從關山嶺山，南至關山，這一段的地質是由變質砂岩與板岩互層構成，其山稜上峰巔多呈單面山，東面坡長且緩和，正與岩層方向一致，而西面卻崎嶇陡峭，是典型的順向坡地形，沿南橫公路自海端方向上來可見此景，尤以關山大斷崖崩壁頂端的鷹子嘴山甚為明顯，在台14甲線昆陽至武嶺這一段也有單面山。

## 植物
從埡口的植物景觀可反映出氣候環境，在文獻上多以大關山隧道來區分，隧道東口是以台灣二葉松為主的樹種，屬於向陽性植物，少有鐵杉、雲杉生長；相對在隧道西口，地形上是處於背風面，使得季風吹不進與日照時間短，呈現出山嵐繚繞、雲霧籠罩，因此是以鐵杉、雲杉與冷杉為主的樹種，其間伴生台灣二葉松、台灣華山松，隧道兩端的林相呈相反面貌，對比甚為明顯。垂直往上分佈，朝著隧道上方的稜線，植物的適應性抉擇自身可生存的棲地，針葉林逐漸地減少，至稜線已是低矮的草本植物分佈，比如：馬桑、玉山薊、玉山箭竹、高山烏頭、白花香青、玉山杜鵑、紫花鳳仙花、玉山假沙梨等，其中馬桑是整株有毒，另外玉山箭竹分佈廣泛，從針葉林帶到白木林地皆可見到。在整個分佈上，埡口是屬於涼溫帶氣候，以鐵杉分布為大宗所構成的純林帶。

## 外部連結
- 埡口之巔-南橫青山在 （页面存档备份，存于）交通部公路總局第三區養護工程處